# Дієго Тіноко
Дієго Тіноко (англ. Diego Tinoco, нар. 25 листопада 1997, Анагайм, Каліфорнія) — американський актор, популярний завдяки ролі Сезара Діаса в серіалі Netflix «На районі».

## Біографія
Тіноко народилася 25 листопада 1997 року в Анагайм, Каліфорнія. Батько мексиканець, а мати колумбійка, де він зацікавився акторською майстерністю в старших шкільних роках, у середній школі Ель-Сегундо. У 8 років він переїхав до Лос-Анджелеса з матір'ю, братами та бабусею. У старших класах школи він відвідував курси акторської майстерності в підлітковій школі театрального мистецтва, де брав участь у виставах і вивчав основи акторської майстерності.
Після закінчення середньої школи Тіноко вступив до Університет штату Каліфорнія в Лонг-Біч, де отримав ступінь з образотворчого мистецтва. Під час навчання в університеті Тіноко працював над театральною постановкою, що дало йому необхідний досвід для розвитку акторської кар’єри.

## Фільмографія
| Рік       | Українська назва              | Оригінальна назва     | Персонаж     |
| --------- | ----------------------------- | --------------------- | ------------ |
| 2015      | «Дощик надії»                 | Drizzle of Hope       | Марко        |
| 2016      | «Вовченя»                     | Teen Wolf             | Матео        |
| 2017      | «Ласкаво просимо до Валгалла» | Welcome to Valhalla   | Дієго        |
| 2018—2021 | «На районі»                   | On My Block           | Сезар Діаз   |
| 2021      | «Р і Дж»                      | R#J                   | Тібальт      |
| 2023      | «Лицарі Зодіаку»              | Knights of the Zodiac | Фенікс Нерон |